# George Petrie
Pour les articles homonymes, voir Petrie.
George Petrie, né le 1er janvier 1790 à Dublin et décédé le 17 janvier 1866, est un peintre, musicien, antiquaire, archéologue et collecteur irlandais.

## Biographie
George Petrie vient au monde le 1er janvier 1790 à Dublin, où il grandit au 21 Great Charles Street. 
Il est le fils du portraitiste et miniaturiste James Petrie, natif d'Aberdeen (Écosse), désormais installé à Dublin. Il s'intéresse à l'art dès son plus jeune âge. Il suit des cours artistiques à la Royal Dublin Society, où il remporte une médaille d'argent en 1805, à l'âge de quatorze ans.
Après une tentative infructueuse d'installation en Angleterre, commencée en 1824, en compagnie de Francis Danby et de James Arthur O'Connor, deux de ses plus proches amis, il retourne en Irlande, où il gagne sa vie en dessinant des gravures pour des guides de voyages, tels que celui de George Newenham Wright (en) pour Killarney, Wicklow et Dublin, ou encore le guide Excursions through Ireland de Thomas Cromwell, et le Beauties of Ireland de James Norris Brewer (en).
Durant les années 1820 à 1830, George Petrie revitalise le comité d'antiquités de la Royal Irish Academy. Il est responsable de l'acquisition de nombreux manuscrits irlandais importants, dont une copie authentifiée des Annales des quatre maîtres, ainsi que des exemplaires d'objets métalliques insulaires, dont la Cross of Cong (XIIe siècle).
Ses écrits sur l'archéologie et l'architecture irlandaises sont unanimement reconnus, en particulier son essai sur les tours rondes d'Irlande, publié en 1845 dans The Ecclesiastical Architecture of Ireland. Il est souvent appelé le "père de l'archéologie irlandaise". Son étude sur les tombes de Carrowmore (comté de Sligo) fait office de référence, encore de nos jours, tout comme ses travaux sur le site fortifié de Grianan d'Aileach. Effectivement, ses travaux sur Carrowmore ont beaucoup aidé à l'avancement des recherches sur ce site, puisque qu'il a créé en 1838 une carte recensant les monuments, quasiment tous identifiés dessus. Il a également été l'un des premiers à arpenter et numéroter le site.
De 1833 à 1843, il est employé par Thomas Frederick Colby (en) et Thomas Larcom comme chef du département topographique (division des antiquités), au sein de l'Ordnance Survey Ireland, agence gouvernementale de cartographie de l'Irlande. Parmi son équipe se trouvent John O'Donovan, l'un des plus grands professeurs irlandais, et Eugene O'Curry, philologue et antiquaire. Durant cette période, George Petrie est l'éditeur de deux publications populaires sur les antiquités, le Dublin Penny Journal, et plus tard, l'Irish Penny Journal.
Parmi les contributions de George Petrie à la culture irlandaise, il faut également mentionner le collectage de mélodies traditionnelles. Le biographe William Stokes décrit avec force détails la méthode de travail du collecteur : « Une fois la chanson terminée, O'Curry notait les paroles en irlandais, et le travail de Petrie commençait alors. Le chanteur recommençait, s'arrêtant à son signal toutes les deux ou trois mesures de la mélodie pour permettre la notation, et il devait souvent répéter le même passage jusqu'à ce que le chant soit correctement retranscrit (…) »'.
Comme peintre, sa technique préférée est l'aquarelle, qui, à cause de sa faible durée de vie potentielle, est considérée alors comme inférieure à la peinture à l'huile. Il peut être considéré comme l'un des meilleurs peintres romantiques irlandais de son époque. Quelques-unes de ces œuvres sont conservées à la National Gallery of Ireland, telle que l'aquarelle Gougane Barra Lake with the Hermitage of St. Finbarr, Co. Cork (1831).